# Projeto Qualis
O Projecto QUALIS – Qualidade e Sucesso Educativo é um projecto ligado à gestão da qualidade total implantado pela Direcção Regional da Educação da Região Autónoma dos Açores.
É uma aplicação do "Common Assessment Framework" ("CAF"), aplicável às organizações da administração pública européia, direcionado às organizações educativas.
Tem como escopo promover nas escolas dos Açores uma reflexão crítica e aprofundada sobre as suas práticas globais enquanto organizações educativas que, orientada por critérios comuns, subsidie uma prática de auto-avaliação permanente, essencial a processos educativos centrados na qualidade.
Assente em procedimentos democráticos, participados e colaborativos, a auto-avaliação das escolas da região aponta mais para a construção de padrões de excelência a partir das boas práticas das escolas do que para a conformidade às normas e privilegia preferencialmente a incorporação de resultados nas rotinas diárias do que a apresentação formal de um relatório.
Os objectivos da auto-avaliação das escolas açorianas são:
- Promover a melhoria da qualidade do sistema educativo e de cada uma das escolas que o integram, da sua organização e dos seus níveis de eficiência e de eficácia;

- Apoiar a formulação e o desenvolvimento das políticas de educação e formação;

- Assegurar a disponibilidade de informação de gestão daquele sistema;

- Dotar a administração educativa, e a sociedade em geral, de um quadro de informações sobre o funcionamento das escolas, integrando e contextualizando a interpretação dos resultados da avaliação;

- Assegurar o sucesso educativo promovendo uma cultura de qualidade, exigência e responsabilidade nas escolas;

- Incentivar as acções e os processos de melhoria da qualidade, do funcionamento e dos resultados das escolas através de intervenções públicas de reconhecimento e apoio às mesmas;

- Sensibilizar os variados membros da comunidade educativa para a participação activa no processo educativo;

- Garantir a credibilidade de desempenho dos estabelecimentos de educação e ensino;

- Valorizar o papel dos variados membros da comunidade educativa, em especial dos professores, dos alunos, dos pais e encarregados de educação, das autarquias locais e dos funcionários não docentes das escolas;

- Promover uma cultura de melhoria continuada da organização, do funcionamento e dos resultados do sistema educativo e dos projectos educativos;

- Participar nas instituições e nos processos nacionais e internacionais de avaliação dos sistemas educativos fornecendo informação e recolhendo experiências comparadas e termos internacionais de referência.

De acordo com as normas legais aplicáveis, estão envolvidos neste projecto, além das escolas, os serviços centrais da Direcção Regional da Educação e o Conselho Coordenador do Sistema Educativo, nomeadamente através da sua Comissão Permanente de Avaliação do Sistema Educativo.